# Alpin Gallo
Alpin Gallo (Tirana, 12 gennaio 1974) è un allenatore di calcio ed ex calciatore albanese, di ruolo difensore.

## Carriera

### Nazionale
Ha collezionato 10 presenze ufficiali con la Nazionale albanese.

## Palmarès

### Giocatore

#### Club

##### Competizioni nazionali
- Campionato albanese: 5

Tirana: 1994-1995, 1995-1996, 1996-1997, 1999-2000
Dinamo Tirana: 2001-2002
- Coppa d'Albania: 3

Tirana: 1993-1994, 1995-1996
Dinamo Tirana: 2002-2003
- Supercoppa d'Albania: 1

Tirana: 1994

## Statistiche

### Cronologia presenze e reti in nazionale
| Cronologia completa delle presenze e delle reti in nazionale ― Albania | Cronologia completa delle presenze e delle reti in nazionale ― Albania | Cronologia completa delle presenze e delle reti in nazionale ― Albania | Cronologia completa delle presenze e delle reti in nazionale ― Albania | Cronologia completa delle presenze e delle reti in nazionale ― Albania | Cronologia completa delle presenze e delle reti in nazionale ― Albania | Cronologia completa delle presenze e delle reti in nazionale ― Albania | Cronologia completa delle presenze e delle reti in nazionale ― Albania |
| Data                                                                   | Città                                                                  | In casa                                                                | Risultato                                                              | Ospiti                                                                 | Competizione                                                           | Reti                                                                   | Note                                                                   |
| ---------------------------------------------------------------------- | ---------------------------------------------------------------------- | ---------------------------------------------------------------------- | ---------------------------------------------------------------------- | ---------------------------------------------------------------------- | ---------------------------------------------------------------------- | ---------------------------------------------------------------------- | ---------------------------------------------------------------------- |
| 14-5-1994                                                              | Tetovo                                                                 | Macedonia                                                              | 5 – 1                                                                  | Albania                                                                | Amichevole                                                             | -                                                                      | Ammonizione                                                            |
| 30-11-1995                                                             | Tirana                                                                 | Albania                                                                | 2 – 0                                                                  | Bosnia ed Erzegovina                                                   | Amichevole                                                             | -                                                                      | 82’                                                                    |
| 20-8-1997                                                              | Kiev                                                                   | Ucraina                                                                | 1 – 0                                                                  | Albania                                                                | Qual. Mondiali 1998                                                    | -                                                                      | 46’                                                                    |
| 10-9-1997                                                              | Zurigo                                                                 | Albania                                                                | 1 – 0                                                                  | Irlanda del Nord                                                       | Qual. Mondiali 1998                                                    | -                                                                      | 83’                                                                    |
| 11-10-1997                                                             | Hannover                                                               | Germania                                                               | 4 – 3                                                                  | Albania                                                                | Qual. Mondiali 1998                                                    | -                                                                      | 79’                                                                    |
| 6-2-1998                                                               | Ta' Qali                                                               | Malta                                                                  | 1 – 1                                                                  | Albania                                                                | Rothmans Tournament 1998                                               | -                                                                      | 80’                                                                    |
| 8-2-1998                                                               | Ta' Qali                                                               | Albania                                                                | 0 – 3                                                                  | Georgia                                                                | Rothmans Tournament 1998                                               | -                                                                      | 74’                                                                    |
| 10-2-1998                                                              | Ta' Qali                                                               | Albania                                                                | 2 – 2                                                                  | Lettonia                                                               | Rothmans Tournament 1998                                               | -                                                                      |                                                                        |
| 19-8-1998                                                              | Nicosia                                                                | Cipro                                                                  | 3 – 2                                                                  | Albania                                                                | Amichevole                                                             | -                                                                      | 46’                                                                    |
| 5-9-1998                                                               | Tbilisi                                                                | Georgia                                                                | 1 – 0                                                                  | Albania                                                                | Qual. Euro 2000                                                        | -                                                                      | 74’                                                                    |
| Totale                                                                 |                                                                        | Presenze                                                               | 10                                                                     |                                                                        | Reti                                                                   | 0                                                                      |                                                                        |

| Cronologia completa delle presenze e delle reti in nazionale (Partite non ufficiali) ― Albania | Cronologia completa delle presenze e delle reti in nazionale (Partite non ufficiali) ― Albania | Cronologia completa delle presenze e delle reti in nazionale (Partite non ufficiali) ― Albania | Cronologia completa delle presenze e delle reti in nazionale (Partite non ufficiali) ― Albania | Cronologia completa delle presenze e delle reti in nazionale (Partite non ufficiali) ― Albania | Cronologia completa delle presenze e delle reti in nazionale (Partite non ufficiali) ― Albania | Cronologia completa delle presenze e delle reti in nazionale (Partite non ufficiali) ― Albania | Cronologia completa delle presenze e delle reti in nazionale (Partite non ufficiali) ― Albania |
| Data                                                                                           | Città                                                                                          | In casa                                                                                        | Risultato                                                                                      | Ospiti                                                                                         | Competizione                                                                                   | Reti                                                                                           | Note                                                                                           |
| ---------------------------------------------------------------------------------------------- | ---------------------------------------------------------------------------------------------- | ---------------------------------------------------------------------------------------------- | ---------------------------------------------------------------------------------------------- | ---------------------------------------------------------------------------------------------- | ---------------------------------------------------------------------------------------------- | ---------------------------------------------------------------------------------------------- | ---------------------------------------------------------------------------------------------- |
| 6-9-2002                                                                                       | Kosovska Mitrovica                                                                             | Kosovo                                                                                         | 0 – 1                                                                                          | Albania                                                                                        | Amichevole                                                                                     | -                                                                                              | 28’ 41’                                                                                        |
| Totale                                                                                         |                                                                                                | Presenze                                                                                       | 1                                                                                              |                                                                                                | Reti                                                                                           | 0                                                                                              |                                                                                                |